# Осада Саванны
Осада Саванны (Siege of Savannah) или Второе сражение за Саванну (Second Battle of Savannah) — эпизод Войны за независимость США, осада франко-американской армии города Саванна в 1779 году. Город Саванна, штат Джорджия, была захвачена британским экспедиционным корпусом под командованием подполковника Арчибальда Кэмпбелла в 1778 году. Американская армия подошла к Саванне 16 сентября и держала её в осаде до 18 октября 1779 года. 9 октября произошёл основной штурм города, который был отбит британским гарнизоном. В этом бою был смертельно ранен польский офицер, граф Казимир Пулаский, который командовал отрядом американской кавалерии. После этой неудачной атаки американцам пришлось снять осаду города, который остался в руках британцев до июля 1782 года.
Во время осады Саванны на стороне американцев воевали около 500 рекрутов из Сан-Доминго (французская колония, которая впоследствии стала называться Гаити), под общим командованием французского дворянина Шарля Д'Эстена. Это был один из самых значительных иностранных вкладов в американскую войну за независимость.

## Предшествующие события
После неудач военных кампаний на территории севера США в начале войны за независимость, британские военные стратеги решили сосредоточиться на южном направлении, чтобы победить мятежные колонии при поддержке лоялистов юга. В первую очередь им надо было захватить южные порты  Саванной в Джорджии и Чарлстон в Южной Каролине. В декабре 1778 года англичане смогли легко взять Саванну из-за слабого сопротивления местных ополченцев и Континентальной армии.
Континентальная армия перегруппировались, и к июню 1779 года объединенная группировка Армии и сил ополчения, обороняющая Чарльстон, насчитывала от 5000 до 7000 человек. Генерал Бенджамин Линкольн, командующий американскими силами, знал, что не сможет отбить Саванну без помощи со стороны моря, поэтому он обратился к французам, которые вступили в войну в качестве союзника Америки в 1778 году. Французский адмирал граф д’Эстен провел первую часть 1779 года в Карибском море, где следил за перемещениями британского флота. 3 сентября несколько французских судов прибыло в Чарлстон с известием, что д’Эстен послал парусный флот из двадцати пяти линейных кораблей и 4000-тысячного отряда французских войск. Линкольн и французские эмиссары согласовали план нападения на Саванну, и Линкольн покинул Чарльстон 11 сентября с отрядом в 2000 человек.

## Британская оборона
Британцы под Саванной держали несколько отрядов: около 6500 человек в Брансуике (Джорджия), и ещё 900 в Бьюфорте (Южная Каролина), под общим командованием полковника Джона Мейтленда, и около 100 лоялистов в Санбери, Джорджия. Всеми этими войсками командовал генерал Огастин Превост, штаб которого находился в Саванне. Прибытие французского флота застало его врасплох и он срочно отозвал в Саванну все войска из Бофорта и Санбери.
Капитану Монкрифу из королевских инженерных войск была поставлена задача строить фортификационные сооружения. Около 500 — 800 афро-американских рабов, подчиненных Монкрифу, и работавших до двенадцати часов в день, построили вокруг города укреплённую оборонительную линию длиной почти 370 метров.

## Осада

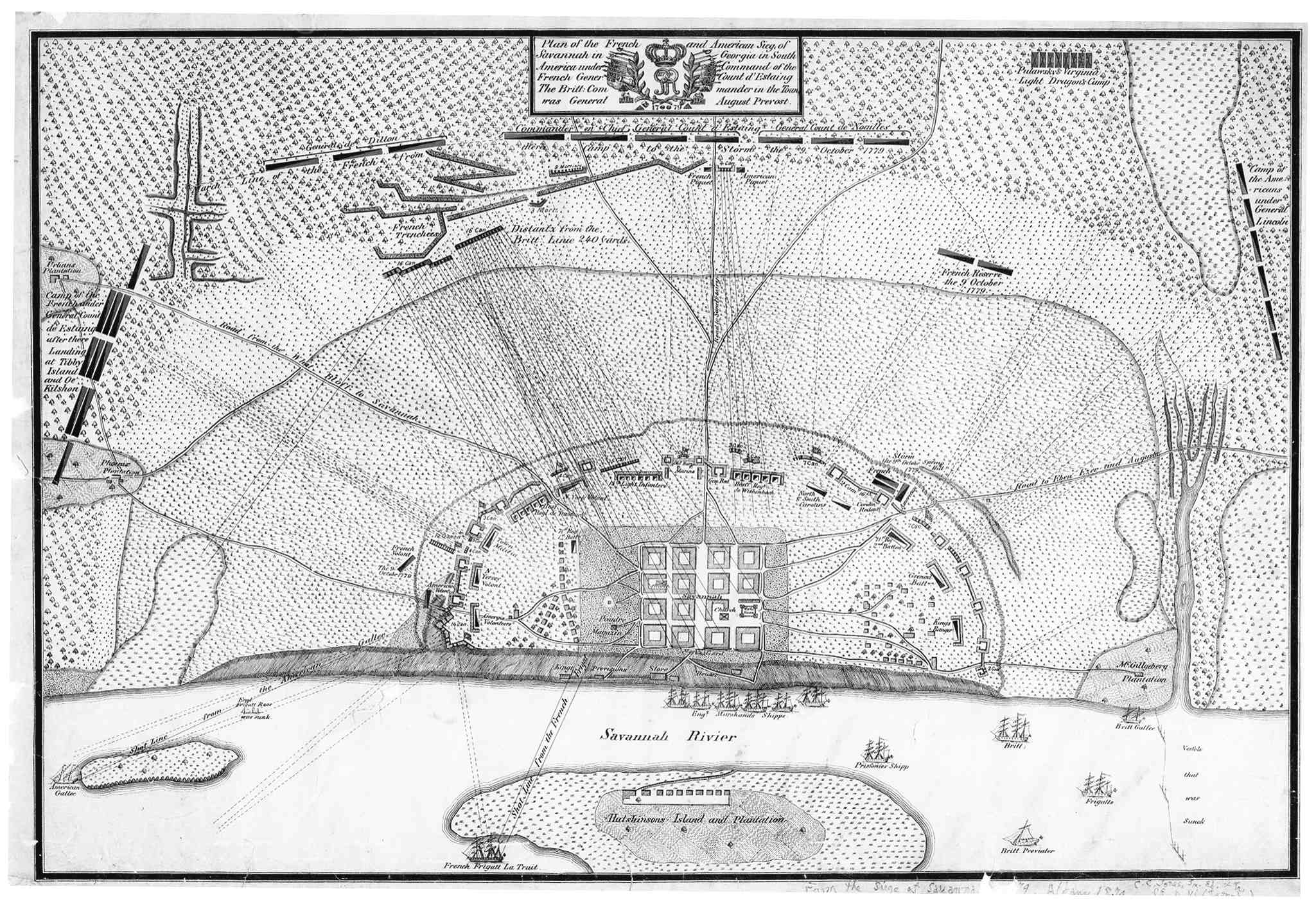
План осады

12 сентября Д’Эстен начал высадку войск, а 16 сентября подошёл к Саванне. Он был уверен, что Мейтланд не успеет добраться до Саванны раньше Линкольна, поэтому предложил Прево сдаться. Прево запросил перемирия на  24 часа. Из-за организационных накладок американцам не удалось перекрыть сообщение между Саванной и островом Хилтон-Хед-Айленд, отряд Мейтленда воспользовался этим и вошёл в Саванну за несколько часов до конца перемирия. Армия Линкольна тоже подошла к городу, но Прево в итоге отказался капитулировать.
Французский главнокомандующий решил не штурмовать британские укрепления, а сгрузить пушки с кораблей и начать бомбардировку города. Бомбардировка длилась с 3 по 8 октября, и нанесла урон не столько укреплениям, сколько самому городу. «Внешний вид города представляет грустное зрелище, ибо там едва можно было найти дома, которые не были прострелены насквозь», — писал один британский наблюдатель.
Когда бомбардировки не принесли желаемого эффекта, д’Эстен передумал, и решил, что пора попробовать нападение. Частично его решение объяснялось желанием быстрее закончить кампанию, так как цинга и дизентерия, стали серьёзной проблемой на его кораблях, а припасы подходили к концу. Обычная осада, вероятно, в конце концов бы удалось, но она требовала больше времени, чем д’Эстен был готов ждать.
Вопреки советам многих своих офицеров, д’Эстен начал наступление на Британские позиции утром 9 октября.
В целом штурм прошел неудачно и после часа бойни, д’Эстен приказал отступать.
17 октября, Линкольн и д’Эстен отказался от осады.

## Последствия
Битва стала одной из самых кровопролитных за всю войну. Прево заявил, что Франко-Американские потери составили 1000 до 1200 человек. Фактический подсчет показал меньше: что 244 погибли, почти 600 ранены и 120 взяты в плен, тем не менее, потери были достаточно серьезным.
Британские потери были сравнительно легкими: 40 убитых, 63 раненых, и 52 пропавшими без вести.